# Base-jump
Pour les articles homonymes, voir Base.

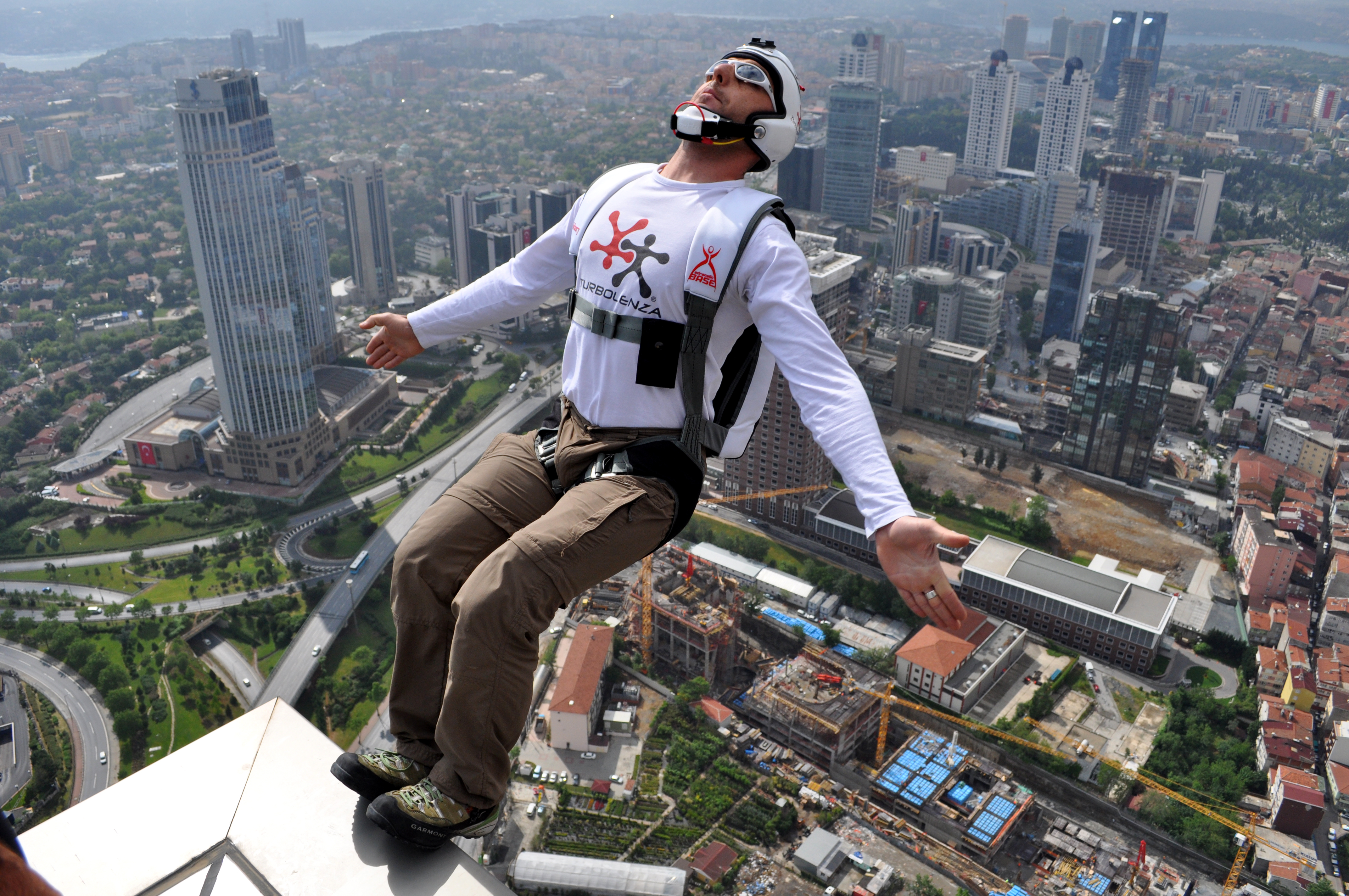
Base-jump depuis la Sapphire of Istanbul en 2012.

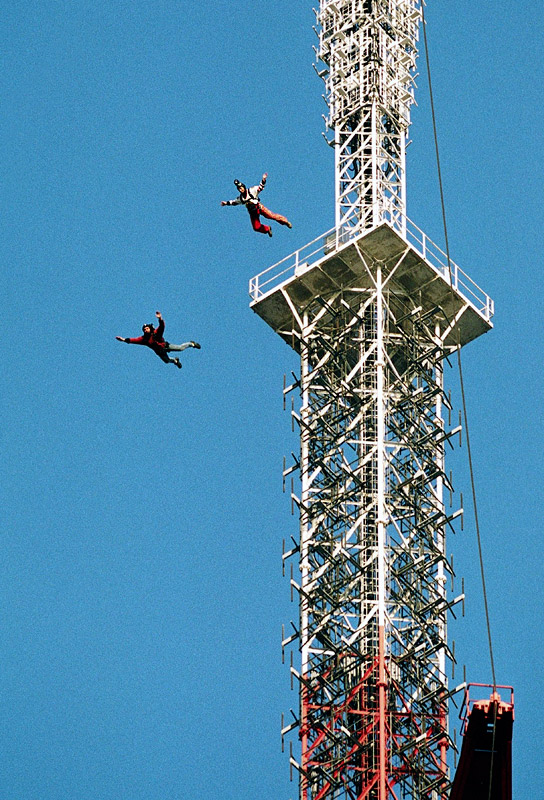
Base-jumping depuis une antenne.

Le base-jump ou saut extrême est un sport extrême consistant à sauter en parachute à partir de plates-formes fixes de grande hauteur : immeubles, antennes, ponts ou falaises (et non depuis des aéronefs). Il combine d'autres disciplines (parachutisme, parapente, alpinisme, précision d'atterrissage, voltige, etc.).
Il y a dans le monde entre huit et dix mille pratiquants réguliers, dont environ trois cents en France[pertinence contestée]. D'après le National Geographic, en 2011, une douzaine de base-jumpers se tuent chaque année dans le monde. Depuis, ce chiffre a progressé pour atteindre la trentaine par an.
La hauteur de la plate-forme du départ varie d'environ 50 mètres à plus de 1 500 mètres[réf. souhaitée] (soit, dans ce cas extrême, trois minutes de chute avec une wingsuit). La vitesse du parachutiste, ou base-jumper, augmente progressivement sous l'effet de la gravité, avant de se stabiliser aux alentours de 200 km/h. Certains sont équipés de wingsuit permettant d'augmenter considérablement la distance horizontale parcourue, souvent en suivant le relief.
La pratique du saut en parachute depuis des falaises est le paralpinisme.

## Historique
Carl Boenish, un Américain, est souvent considéré comme le père du base-jump sportif moderne après ses sauts depuis El Capitan en 1978. Il s'est tué en 1984 lors d'un saut en Norvège. Mais le premier à avoir réalisé un saut de falaise est l'Autrichien Erich Felbermayer au milieu des années 1960 dans les Dolomites en Italie.
En France c'est Erich Beaud qui a fait le premier saut de falaise en 1989. Il a ensuite ouvert de très nombreuses falaises et est indiscutablement  le grand pionnier français de cette activité. Pendant les années 1980 et le début des années 1990, il n'existait pas de fabricant de matériel. À l'époque, le base-jumper devait lui-même bricoler un parachute classique pour l'adapter aux spécificités du base-jump (drisse d'extraction rallongée, suppression du pod, technique de pliage, etc.). Aujourd'hui, il existe du matériel fiable fabriqué en série.
C'est grâce à Jacques Malnuit que les premiers matériels de base-jump sont importés puis fabriqués en France. Il est aussi le fondateur de la French Base Association en 1993. C'est une époque de pionniers à laquelle on doit la fiabilité des matériels actuels. L'arrivée sur le marché de parachutes de base-jump « prêts à l'emploi », vers le milieu des années 1990, permet à de nombreuses personnes de débuter plus facilement.

## Origine du nom
« Base » est un acronyme anglais pour Buildings, Antennas, Spans, Earth. La discipline est appelée en anglais « BASE jumping », jump se rapportant au saut lui-même. Ce sont les américains Carl Boenish, sa femme Jean Boenish, Phil Smith et Phil Mayfield qui ont inventé ce terme, plus communément écrit « base » en français.
L'Office québécois de la langue française a proposé en 2006 les traductions de « saut extrême » et « chute libre extrême ».

Base
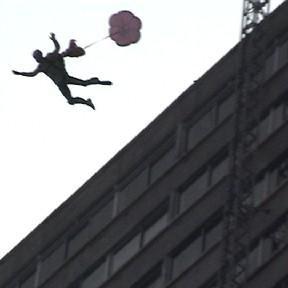
Building (saut d’un immeuble).
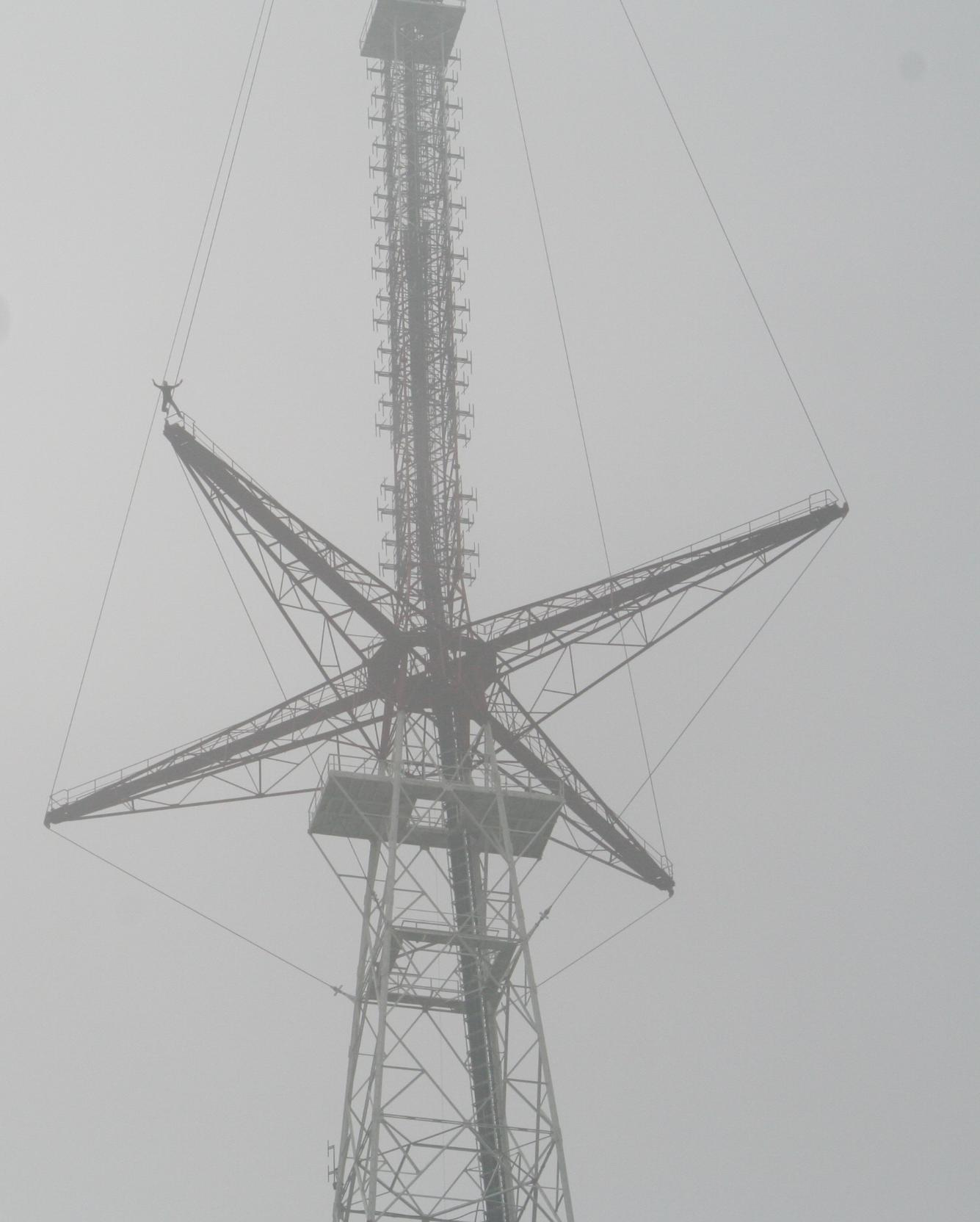
Antenna (saut d’une antenne).
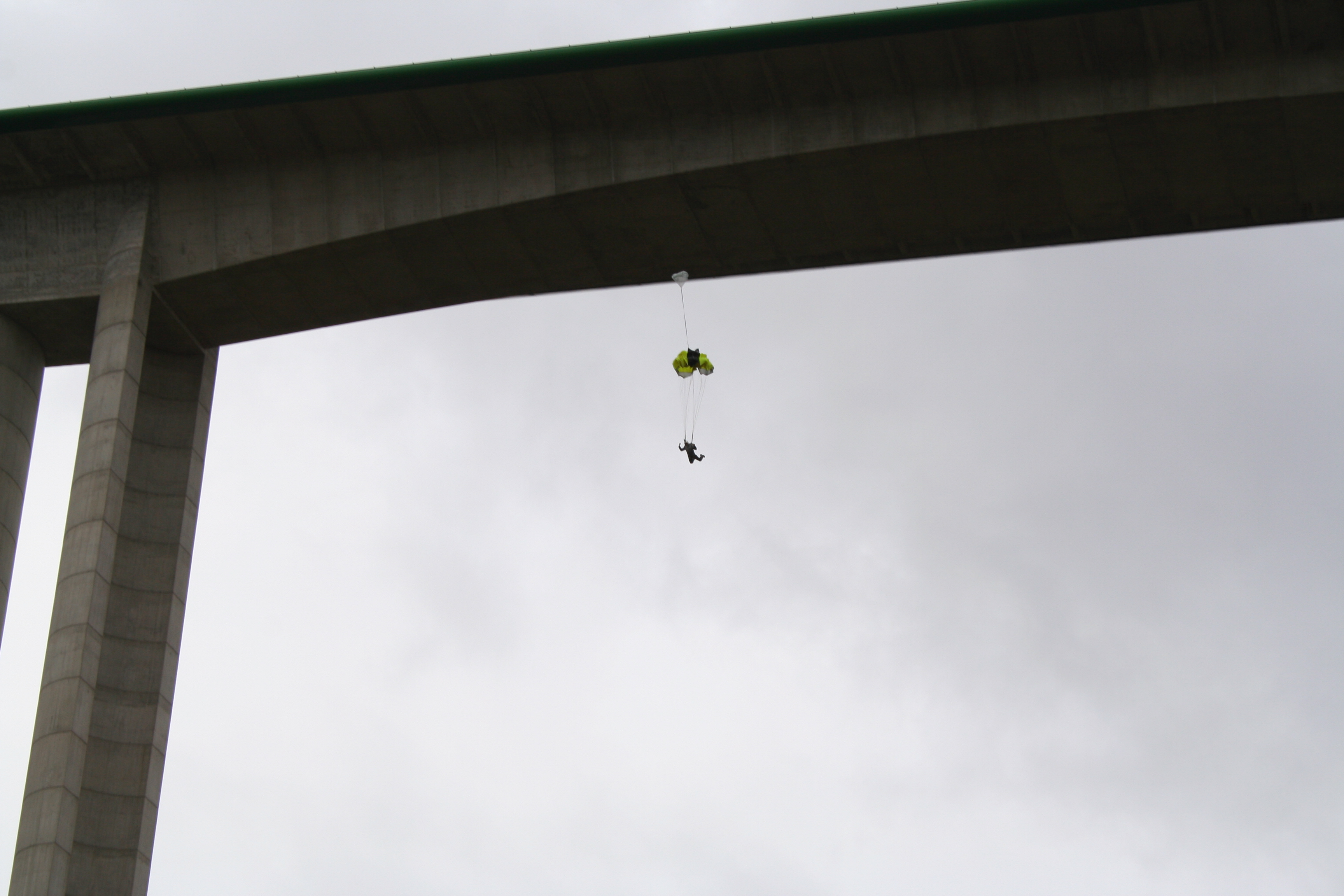
Span (désigne le saut d’une travée d'un pont ou d'une structure).
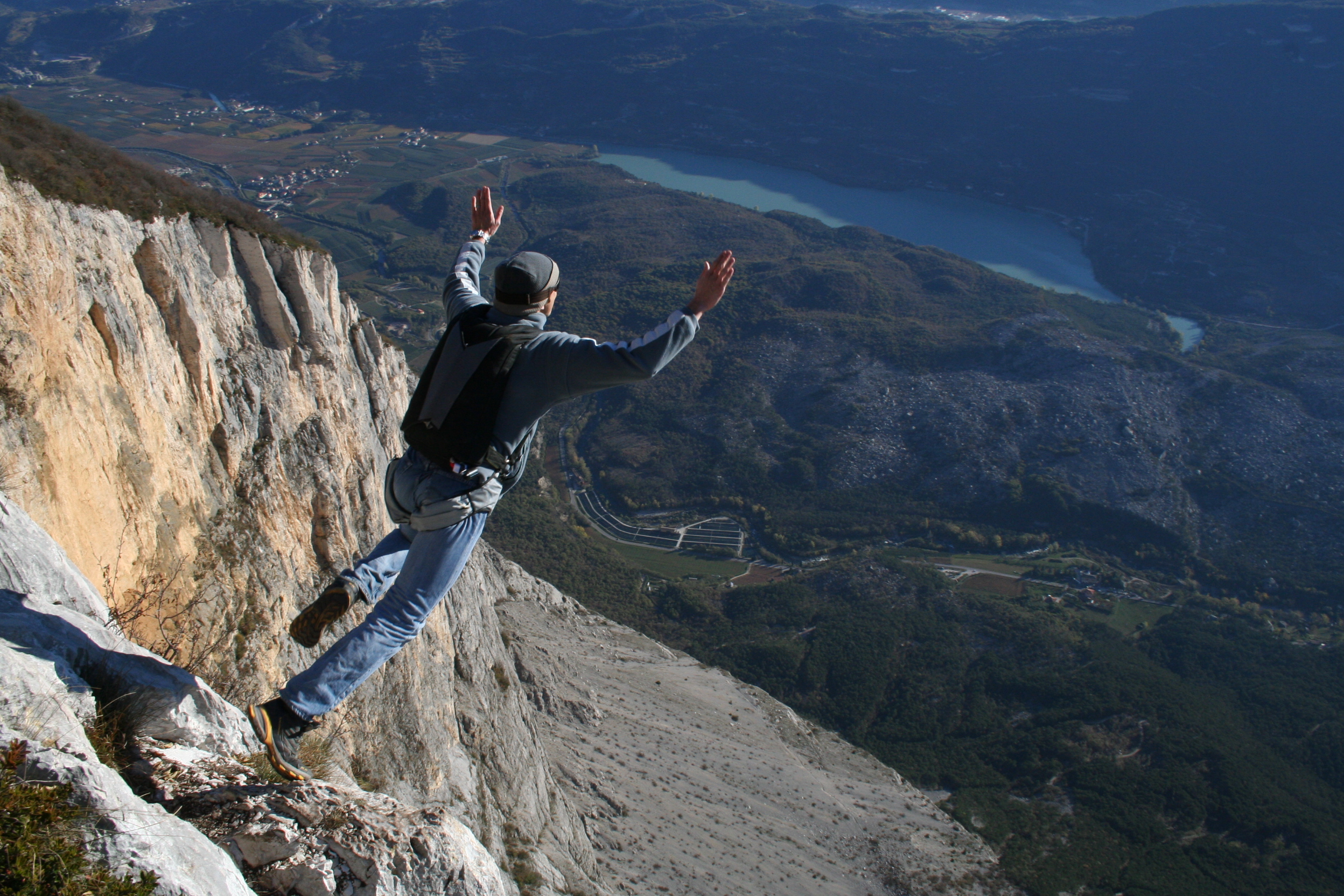
Earth (saut d’un point haut terrestre).

## Risques
Chaque année, une trentaine de pratiquants de ce saut de "base-jump" meurent dans le monde.
Une étude de la mortalité en BASE jumping estime le risque annuel global de mortalité en 2002 est d'un tué chaque 60 participants. Une étude sur 20 850 sauts de base jumps du Massif Kjerag en Norvège rapporte neuf tués sur les onze années de 1995 à 2005, soit un tué chaque 2 317 sauts,. Cependant, sur ce site un saut sur 254 résulte en un accident sublétal.
Cela fait du BASE jumping l'une des plus dangereuses pratiques récréatives au monde, avec un taux de mortalité et de blessure 43 fois supérieur à celui d'un saut en parachute depuis un avion,.
Au 14 février 2020, la liste des tués décomptés en base jump est de 383 tués en BASE jumping depuis avril 1981.
Le base-jump est un sport spectaculaire que le grand public associe à une grande prise de risque. De fait, en termes d'accidentologie, le base-jumper Jacques Malnuit indique en 1997 que la pratique serait dix fois plus risquée que le parachutisme depuis un avion.
La BASE Fatality List est une liste des personnes décédées durant la pratique du BASE jump. Elle est créée et maintenue sur internet par plusieurs sites. Elle fait référence quand il s'agit d'étudier la mortalité du BASE jump,,.
Pour des raisons techniques, il est temporairement impossible d'afficher le graphique qui aurait dû être présenté ici.

### Principaux dangers
Le danger principal est de heurter l'objet duquel on vient de sauter une fois le parachute ouvert, en particulier en cas d'orientation à 180° de la voile à l'ouverture. Ces orientations sont rares, mais en partie aléatoires : elles peuvent survenir même si tout a été correctement mis en œuvre. Le base-jumper peut le plus souvent corriger ces orientations, afin d'éviter l'impact. Il peut minimiser ce risque d'impact en mettant en place des techniques et vêtements de dérive (trackpants, wingsuit) qui vont lui permettre de prendre de la vitesse horizontale afin de s'éloigner de la paroi. Cependant dans le cas de la wingsuit le gain de sécurité n'est pas évident, car elle accroit la dépression dans le dos, perturbant parfois l'ouverture du parachute, et elle est souvent mise en œuvre dans une approche encore plus risquée de la discipline.
Enfin la pratique de la chute libre classique est quasiment incontournable avant de commencer le base, car une cause importante d'accident reste l'instabilité en chute (ce qui augmente considérablement le risque d'orientation à 180° ou d'impact de la paroi). On constate aussi beaucoup de traumatismes des membres inférieurs dus à des posés violents. En effet les zones de posé ne sont pas toujours de bonne qualité, et il n'est pas dans la philosophie du sport de débroussailler ou de modifier l'environnement naturel. Un relief accidenté contribue aussi à ce genre de blessures, car le vent y sera très irrégulier et imprévisible.
L'utilisation d'un parachute monovoile ne fait pas partie des facteurs de risque principaux, ce matériel ayant évolué depuis les antiques parachutes ronds qui pouvaient se « mettre en torche ». D'une part, à l'heure actuelle les voiles de base sont de type secours et extrêmement fiables, plus fiables par exemple que la voile principale d'un parachute classique (avec une seconde voile de secours) pour laquelle on recherche plutôt un pliage rapide. D'autre part, compte tenu des faibles hauteurs d'ouverture, un secours aurait rarement le temps d'être mis en œuvre en cas de défaillance de la première voile. C'est pourquoi le « Sorcerer » (sac double voile, spécifique au base et commercialisé par Vertigo) n'a pas eu le succès escompté, étant considéré comme apportant une sécurité supplémentaire négligeable.
En conclusion, les trois garants principaux d'une bonne sécurité sont : bon pliage, absence de vent et bonne position du corps à l'ouverture.
Il existe une liste recensant de manière non exhaustive les décès et les circonstances de ces accidents, débutée en 1981. L'augmentation récente de ce nombre s'explique par la relative popularisation de ce sport et l'augmentation du nombre de pratiquants.

### Comparaisons avec d'autres genres de sauts plus sécurisés
Un parapente peut aussi décoller d'une falaise, mais il vole déjà normalement parfaitement lorsque son pilote se retrouve au-dessus du vide. Le plus souvent, le parachute de base est plié dans le dos du sauteur, qui doit atteindre une vitesse de chute minimale avant de l'ouvrir. Dans certains cas (roll-over, direct-bag...) l'ouverture est déjà réalisée ou facilitée dès le départ, mais la voile est immobile et donc ne vole pas encore. Ces techniques peuvent certes être réalisées avec un parapente, mais cela s'apparente alors à du base.
Lors d'un saut en parachute d'avion le risque d'impact avant d'atterrir existe également (autres pratiquants, avion largueur...) mais est naturellement plus réduit. L'ouverture se fait beaucoup plus loin du sol, laissant une plus grande marge de manœuvre en cas de problème, laissant par exemple le temps d'ouvrir un secours. Cette ouverture peut être automatique : voile principale dans le cas d'une ouverture automatique directe (cordage relié à l'avion), ou voile de secours disposant d'un déclencheur automatique. Enfin, utilisant généralement un avion, sur un centre de parachutisme officiel, cette pratique est très encadrée et réglementée.
Le saut à l'élastique peut rappeler d'une certaine manière le base. Mais il est aussi très encadré et réglementé, installé à des endroits réglementaires sécurisés. Il ne fait pas intervenir le vol, retenant systématiquement le sauteur, qui peut être même novice.

## Matériel
Le base-jump se pratique avec un seul parachute, de type parachute de secours, là où le parachutisme classique en requiert deux (un parachute principal et un parachute de secours). En effet, la durée des sauts est trop courte pour que la présence d'un parachute de secours s'avère utile.
Le matériel de base est maintenant assez standardisé et spécifique. Le sac peut se fermer par velcro ou, plus couramment maintenant, par deux aiguilles. Les voiles sont toujours des sept caissons (en comparaison avec les neuf caissons, cela diminue les performances de vol mais fiabilise les ouvertures) avec des suspentes permettant d'absorber les chocs à l'ouverture (en dacron). Pour éviter tout risque de blocage, la voile est pliée directement dans le sac (il n'y a pas de POD - Pocket of deployment - ni de fourreau) et les suspentes sont simplement lovées dans une pochette fermée par velcro et cousue sur le bord de fuite (c'est la tail-pocket). Pour les ouvertures à basse vitesse (moins de 3 secondes de chute), on laisse le glisseur en position basse (en position haute c'est un temporisateur d'ouverture). L'ouverture elle-même utilise uniquement l'énergie du vent relatif : pour ouvrir on lance à la main un « extracteur », qui est en fait un petit parachute rond dont le rôle est d'extraire la voile principale via une sangle. Sa taille doit être adaptée en fonction de la vitesse de chute, et donc de la hauteur du saut. Il ne s'agit pas tellement d'une question d'abaissement mais plutôt d'une question de qualité d'ouverture : bien choisir la taille de son extracteur augmentera, statistiquement, le nombre d'ouvertures dans l'axe. Replier la voile nécessite approximativement 30 minutes.
En 2012, le matériel peut être considéré comme extrêmement fiable s'il est utilisé correctement. Les statistiques montrent clairement[réf. nécessaire] que l'immense majorité des accidents est due à des erreurs humaines et non à des défaillances du matériel. Contrairement aux idées reçues, le risque que le parachute ne s'ouvre pas du tout est quasi nul (sauf si l'action sur la poignée est trop tardive bien sûr). D'ailleurs, si le pliage est si soigneux, ce n'est pas tellement « pour que cela s'ouvre », mais pour diminuer le risque d'orientation à l'ouverture. Ainsi on s'appliquera à faire un pliage bien symétrique, sauf pour les sauts depuis les ponts par exemple pour lesquels on peut très bien replier en 10 minutes en toute sécurité.
L'habit n'a pas beaucoup d'importance. Cependant, on trouvera souvent de bonnes chaussures, pour les randonnées et les posés difficiles, et un pantalon un peu large pour avoir une meilleure dérive. Cependant, il existe depuis quelques années des « wingsuits » ou « ailes » et des « vêtements de dérive ». Ces combinaisons possèdent des surfaces de toiles plus ou moins grandes dont le but est d'augmenter le déplacement horizontal. On peut ainsi s'écarter très vite de la paroi et voler à la manière d'un deltaplane ultra rapide (la finesse varie entre 0,5 et 3 et la vitesse sur axe reste proche de 200 km/h). Cela permet également de mieux exploiter le dénivelé de sites qui ne présentent qu'une faible partie verticale (typiquement une falaise au-dessus d'un long talus à 45°). Enfin, avec ces combinaisons, les vols sont beaucoup plus longs et peuvent atteindre plus d'une minute. Ces ailes sont particulièrement à la mode depuis le début des années 2000. Elles éliminent presque le danger des orientations, puisque les ouvertures se font souvent au-dessus de champs en fond de vallée. En revanche plusieurs décès sont dus à une mauvaise estimation des trajectoires, d'où des impacts en plein vol. En effet, les sensations maximales s'obtiennent en suivant le relief d'assez près mais, à plus de 200 km/h, un tel vol ne pardonne aucune erreur.

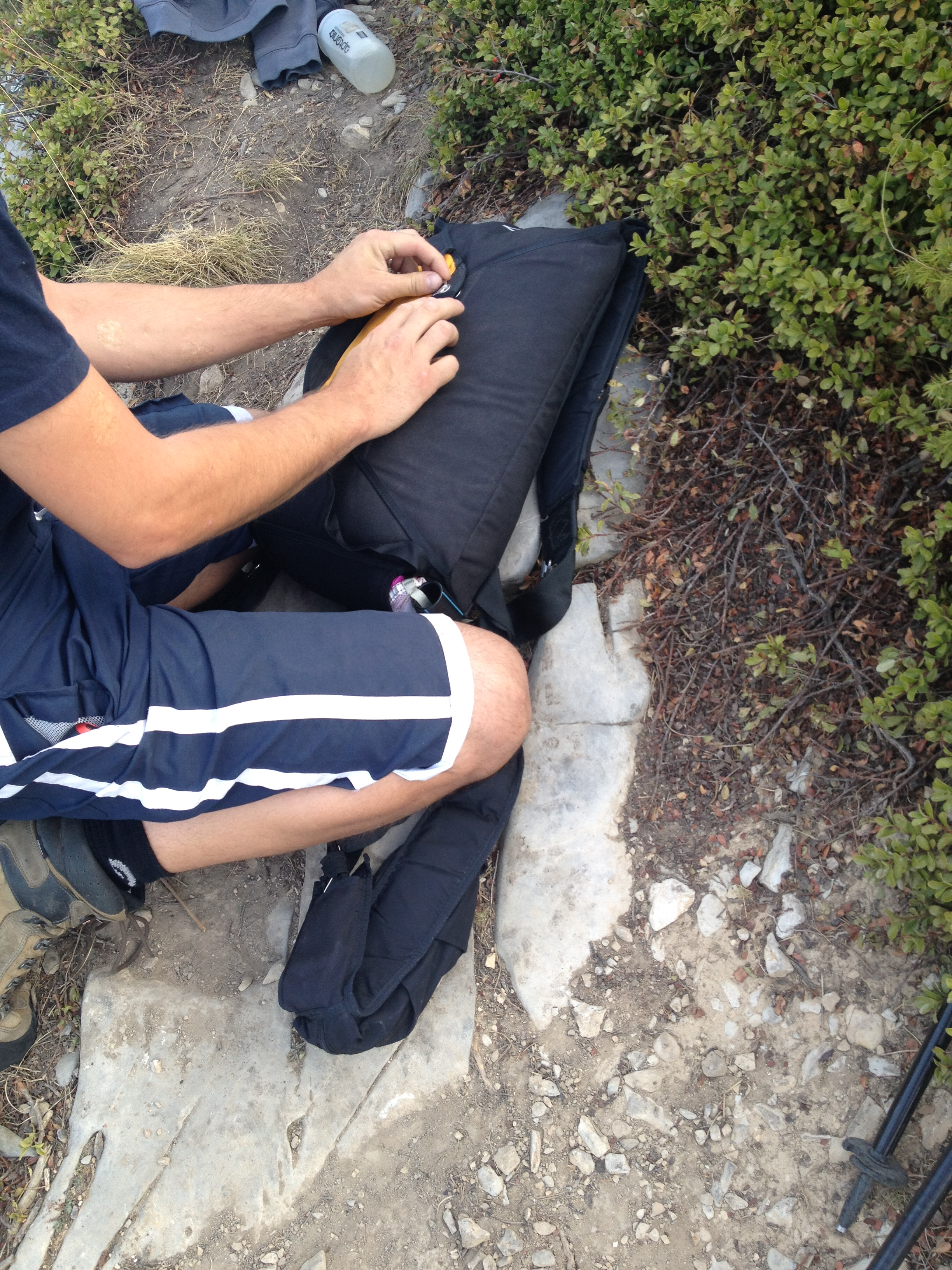
Pack « harnais et voile de base-jump ».

## Débuter
Le base-jump nécessite un apprentissage rigoureux. Il est déconseillé de débuter sans un bagage technique en parachutisme suffisant et sans avoir contacté d'autres base-jumpers ou une association au préalable.
En France, il existe aujourd'hui des formations. Sinon, auparavant les base-jumpers ont commencé en apprenant le parachutisme classique, puis en lisant presque toute la documentation technique existante sur Internet, en achetant leur matériel, et enfin en apprenant seul ou accompagné à plier leur parachute.
Dans beaucoup de pays comme aux États-Unis, en Norvège, en Espagne, en Italie, en Royaume-Uni, en Autriche, en Suisse ou en Allemagne, il existe des écoles qui demandent une expérience préalable en parachutisme. « L'Association de paralpinisme » et la « French  Base Association » proposent différents documents afin d'orienter les pratiquants dans leur progression.

## Légalité
La question de la légalité du base-jump est à examiner sous deux angles :
- dans le domaine pénal : absence ou existence de lois interdisant la pratique ;
- dans le domaine de la réglementation et de la pratique sportive : dispositions réglementaires spécifiques à ce sport, possibilités d'assurances.

Nulle source n'indique qu'un pays a spécifiquement pris une législation interdisant le base-jump.
Toutefois, certains sauts peuvent avoir lieu depuis des structures et autres lieux considérés comme des propriétés privées. Certains pays, comme les États-Unis disposent d'une législation pénale restreignant tout accès à une propriété privée, tandis que d'autres, comme la France et la Belgique,, ne protègent que le seul domicile. Certains sites peuvent également être des réserves naturelles.
En France, le base-jump est aussi considéré comme une activité de montagne ; l'Association de paralpinisme créée en 2004 est affiliée à la Fédération française des clubs alpins et de montagne (FFCAM). Les membres sont dès lors assurés pour les sauts depuis des falaises. La « French Base Association » s'est ensuite affiliée au début des années 2010 à la FFCAM.

## Mentalité
Bien que le base-jump soit techniquement assez proche du parachutisme classique, il existe toutefois une nette différence de mentalité entre ces deux disciplines, en particulier dans des pays comme la France où les sauts se font surtout en montagne. En effet, le parachutisme classique, dans l'optique de minimiser les risques, a opté pour une politique d'encadrement strict des pratiquants par des moniteurs. En revanche le base-jump laisse une totale autonomie aux pratiquants car il n'existe aucune réglementation en la matière et seule importe la responsabilité personnelle de ceux-ci. Ainsi, cela rapproche plus le base-jump des sports de montagne.
Cette absence de réglementation offre une liberté totale quant à la gestion des risques. Cela ne signifie pas qu'un base-jumper prend des risques à la légère, bien au contraire, mais simplement qu'il est lui-même son propre juge. Il doit lui-même évaluer les risques et progresser en fonction des conseils qu'il a demandés. C'est une spécificité du base-jump, chère aux pratiquants, et qui en fait une véritable école de responsabilité et d'autonomie. Cependant l'inconvénient de cette philosophie est, pour des raisons de sécurité, une plus grande difficulté pour débuter et donc un accès plus limité pour le grand public.
La plupart des sauts, particulièrement sur les « spots » nouveaux ou peu connus, sont précédés de longues reconnaissances. Il existe désormais des instructions en ligne référençant les « spots » de paralpinisme en France et dans les pays voisins.

## Pratiquants notables
- Felix Baumgartner
- Erich Beaud
- Samuel Beaugey
- Jean-Marc Boivin
- Gary Connery
- Jeb Corliss
- Géraldine Fasnacht
- Éric Fradet
- Patrick de Gayardon
- Valeri Rozov
- Jokke Sommer
- Dwain Weston (en)

## Le base-jump en vidéo
De nombreux base-jumpers filment leurs sauts. La caméra GoPro est appréciée et permet une vue en première personne des sauts réalisés.
Une émission de télévision, Nitro Circus, proposant diverses cascades et sports extrêmes, dont du base-jump, est diffusée entre 2006 et 2009, avec la participation du base-jumper Erik Roner.

## Le BASE jump dans les œuvres de fiction
Le jeu vidéo AaaaaAAaaaAAAaaAAAAaAAAAA!!! - A Reckless Disregard for Gravity est un jeu indépendant publié en 2009 de simulation de base-jump ; il offre une vue en première personne et permet de sauter du toit d'un immeuble,. Le jeu est bien accueilli par la critique, avec un score de 81 % sur l’agrégateur Metacritic. Une suite, AaaaaAAaaaAAAaaAAAAaAAAAA!!! for the Awesome, publiée en 2011, est distribuée en 2014 dans le cadre du Humble Mozilla Bundle, et est également offert en 2013 en démonstration pour l'Oculus Rift.
D'autres jeux vidéo choisissent d'intégrer du base-jump dans le gameplay, sans que cela ne soit le cœur du jeu. Ainsi, Grand Theft Auto: The Ballad of Gay Tony, seconde extension du jeu GTA IV, contient une mission de saut en parachute depuis le haut d'un gratte-ciel. Un jeu similaire, Saints Row 2, permet au joueur de faire des sauts en open sandbox depuis un hélicoptère ou un avion à basse altitude ; nonobstant l'usage du terme base-jumping au sein du jeu, ce mode de jeu s'apparente plus à celui d’une chute opérationnelle avec ouverture à basse altitude, hors contexte militaire.
Au cinéma, le film de 2009 Les Pieds dans le vide contient un saut depuis la tour de la Bourse à Montréal tandis que trois ans auparavant, Vacances sur ordonnance offre des sauts à Karlovy Vary en Tchéquie, à la Nouvelle-Orléans et dans le Tyrol.
Dans le roman N'oublier jamais (2014) de Michel Bussi, le base-jump d'une protagoniste sur la falaise d'Yport sert comme point de départ de l'intrigue.